# Odontopera
Odontopera là một chi bướm đêm thuộc họ Geometridae.

## Một số loài điển hình
- Odontopera albiguttulata Bastelberger, 1909
- Odontopera bilinearia (Swinhoe, 1890)
- Odontopera insulata Bastelberger, 1909